# Protaetia angustata
Protaetia angustata — жук из семейства пластинчатоусых (Scarabaeidae).

## Описание
Жук с длиной тела 18—23 мм. Окраска верха тела матово-блестящая, низ и ноги c сильным металлическим блеском. Тело металлически-зелёное, верхняя его сторона иногда с выраженным в разной степени латунным отливом, иногда с бронзовым, реже с черновато-бронзовым отливом. Иногда тело бронзово-зелёного цвета.
У различных аберраций верх может быть синевато-зелёным или тёмно-зелёным, золотисто-красным, медно-красным или пурпурно-красным, тёмно-пурпурным с фиолетовым оттенком, металлически-чёрным.
Тело несколько удлиненное, довольно выпуклое, слабо суженное кзади. Голова покрыта густыми крупными точками, посредине со слабым продольным возвышением.
Переднеспинка выпуклая, одинаковая в длину и в ширину. Шовный промежуток надкрылий, за исключением его передней части, крышевидно приподнят. Околощитковое пространство покрыто многочисленными дуговидными крупными точками. Надкрылья без белых пятен, в вершинной части в мелких волосках. Пигидий слабо выпуклый, со слабым продольным возвышением, покрыт густыми переплетающимися поперечными морщинками и редкими мелкими волосками, без белых пятен.

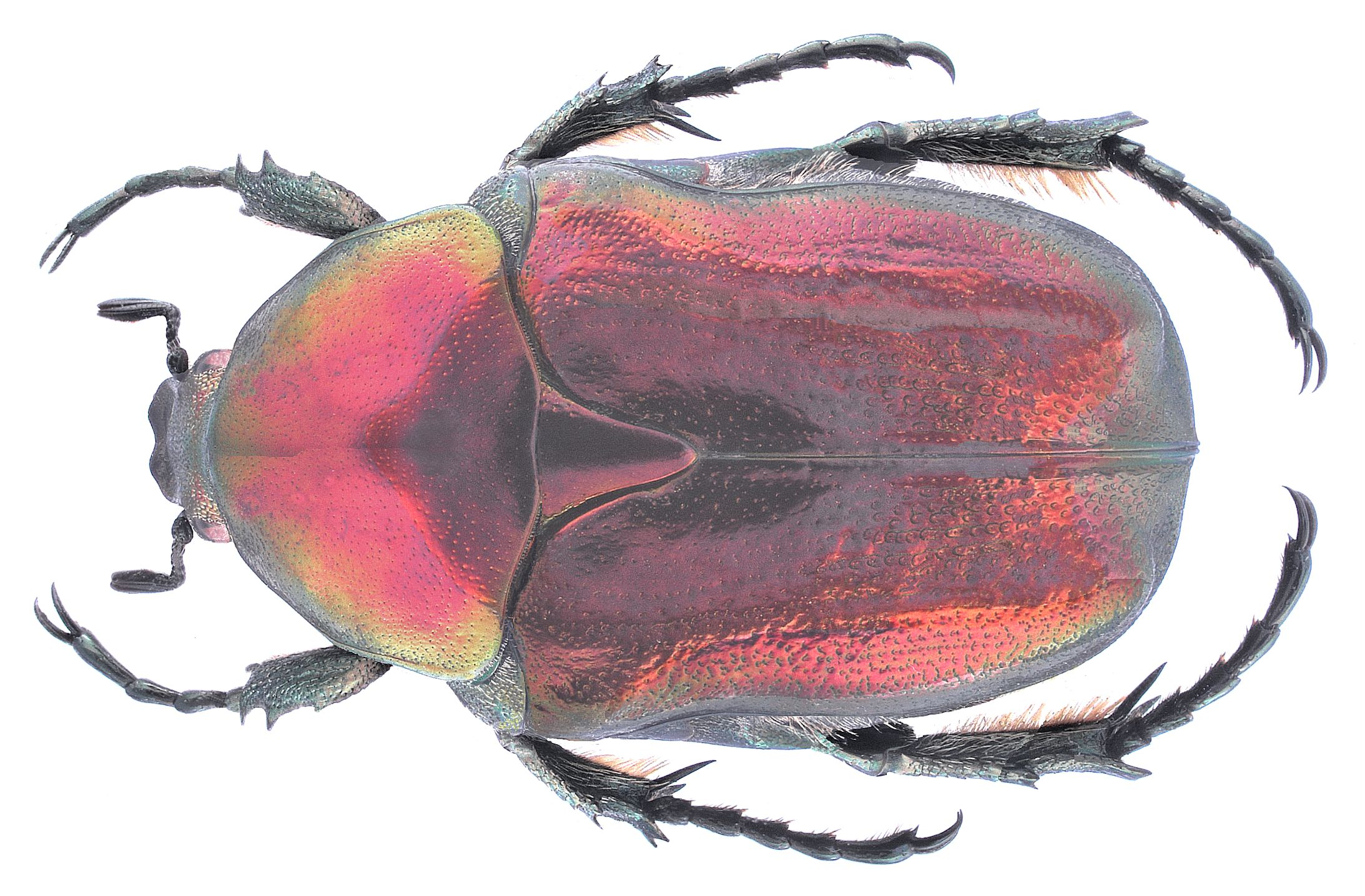
Ab. dioclenitana
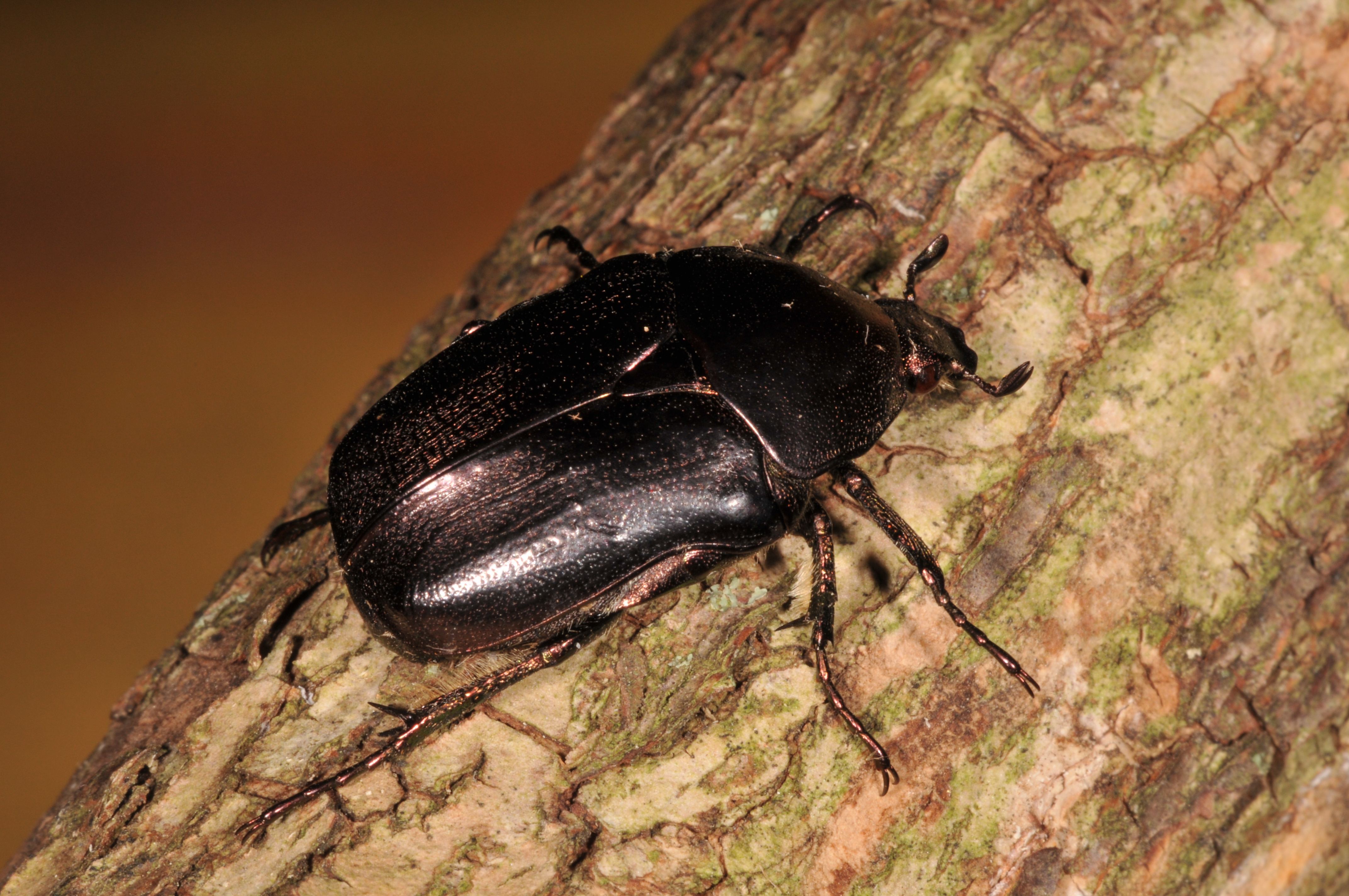

## Ареал
Восточносредиземноморский вид, отчасти заходящий в западное Средиземноморье и среднюю Европу. Встречается в северо-восточной Италии, юго-восточной Швейцарии, юго-западной Венгрии, странах бывшей Югославии, Албании, Греции, Европейской Турции, большей части Малой Азии (на восток вплоть до Токата, Искандерона), в Передней Азии (Акбес, Алеппо, Хайфа). Указан для Ирана (Хосров).

## Биология
Встречается с июня до сентября. Жуки попадаются на перезрелых плодах, а также на цветах.